# Steinkrebs
Der Steinkrebs oder Bachkrebs (Austropotamobius torrentium) ist die kleinste europäische Flusskrebsart. Er besiedelt typischerweise sommerkalte Fließgewässer mit steinigem Substrat, die frei von organischer Belastung und kommunalen Abwässern sind. Außerdem besiedelt der Steinkrebs die Uferbereiche von Seen in höher liegenden Regionen. Auf organische und chemische Verschmutzung, besonders auf Insektizide, reagiert er empfindlich.
Der wissenschaftliche Name umschreibt den bevorzugten Lebensraum (altgriechisch ποταμός potamos ‚fließendes Gewässer‘ und βίος bios ‚Leben‘; lateinisch auster ‚Süden‘ und torrens ‚Wildbach‘, Gen. Pl. torrentium).

## Morphologische Diagnose

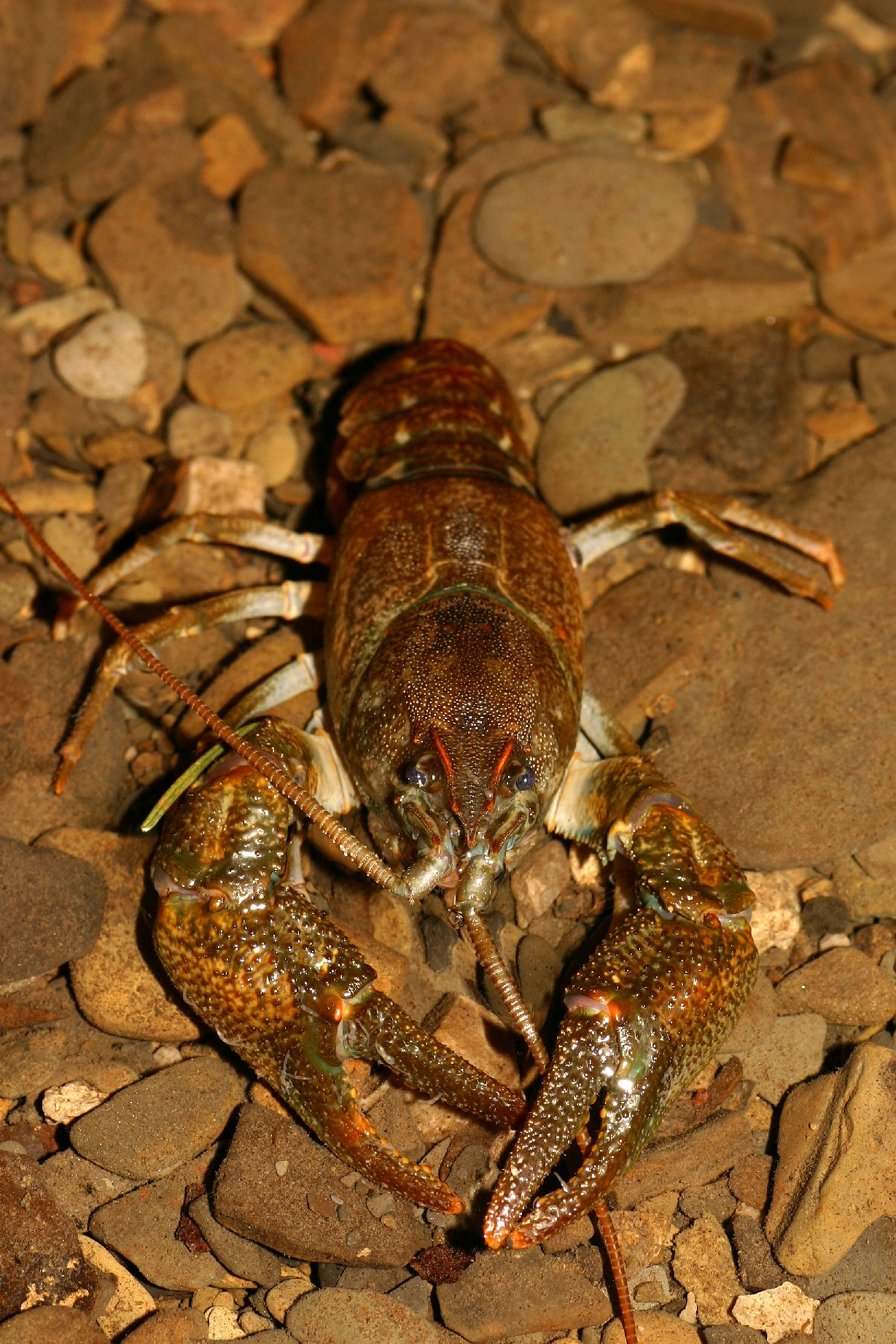
Steinkrebs im Münichbach (Niederösterreich)

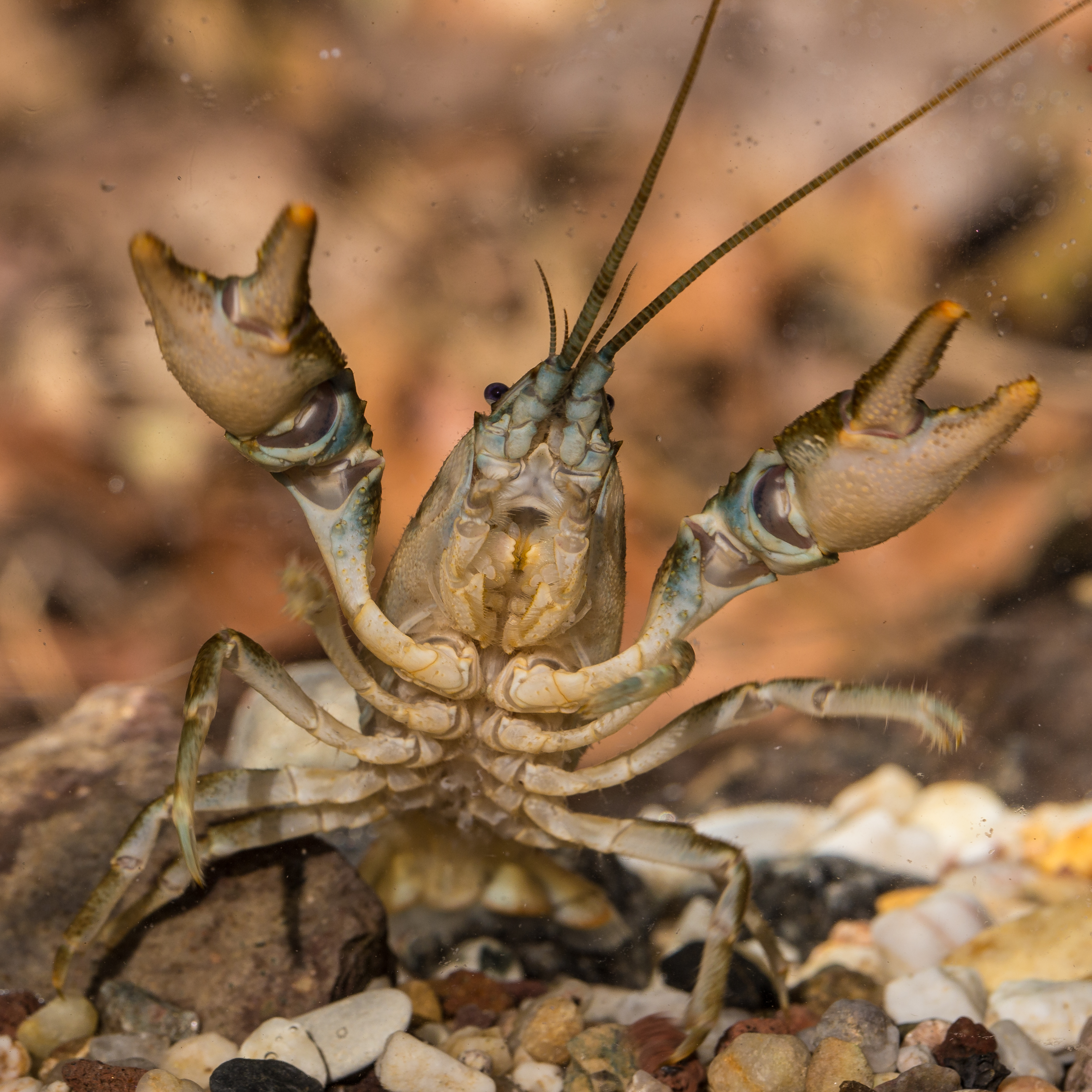
Unterseite eines Steinkrebses im Steinbach, einem Nebenfluss der Weschnitz (2016).

Steinkrebse werden selten größer als acht Zentimeter. Das Rostrum der Steinkrebse besitzt glatte Seiten und vereinigt sich vorne zu einem gleichseitigen Dreieck. Ein Mittelkiel fehlt. Die Spitze des Rostrums ist nicht abgesetzt und wirkt im Vergleich zu anderen Krebsarten eher stumpf. Der Rumpf ist glatt, ohne Dornen und Höcker ausgeprägt. Auch hinter der Nackenfurche findet sich keine Bedornung. Die Schuppe der zweiten Antenne besitzt auf der Unterseite einen sägezahnartigen Kamm. Die Oberseite der Schere ist gekörnt und der unbewegliche Scherenteil ist mit einem Höcker besetzt. Die Unterseite der Schere ist hell und meist beige gefärbt, in vereinzelten Fällen leicht orange, nie aber rot oder schmutzig braun. Die Steinkrebse sind meist braun bis oliv gefärbt, können aber von beige bis hellbraun variieren. Wie viele Flusskrebse besitzen auch die Steinkrebse einen Geschlechtsdimorphismus, die Männchen sind mit kräftigeren Scheren ausgestattet.

## Lebensraum
Der Steinkrebs besiedelt kalte kleine Bäche, größere Flüsse (wie z. B. den Rhein) und hoch liegende kühle Seen, sofern sich das Gewässer im Sommer wenigstens auf 8 °C erwärmt. Die für ihn günstigste Temperatur für diese Zeit liegt zwischen 14 und 18 °C, er verträgt es aber auch, wenn sie über 23 °C steigt. Er gräbt kleine Höhlen unter Steinen, Wurzeln und totem Holz. Der Steinkrebs lebt auch in extremen Gebirgsbächen, wenn diese bei Hochwasser nicht zu viel Geschiebe führen.

## Verbreitung
Die Art ist im Wesentlichen in Süd- und Südost-Europa, auf dem Balkan und im Einzugsgebiet der Donau verbreitet und kommt außerhalb dieses Bereiches nur an wenigen Stellen vor; an einigen dieser Orte kann Ansiedlung durch den Menschen nicht ausgeschlossen werden. Die nordwestliche Verbreitungsgrenze quert Ostfrankreich (Lothringen), Süddeutschland etwa bis zur Mainlinie, Tschechien und Rumänien. Der Steinkrebs besiedelt den größten Teil der Balkanhalbinsel, im Süden bis Griechenland und an einer Stelle auch im europäischen Teil der Türkei. Auch im äußersten Nordosten Italiens gibt es eine Population in der Slizza. In Deutschland kommt er in Baden-Württemberg, Rheinland-Pfalz und Bayern vor, dazu gibt es kleine Vorkommen im äußersten Süden von Nordrhein-Westfalen, in Südhessen Südthüringen und in Sachsen (Dresden, erst 2008 neu entdeckt).
Fast überall innerhalb dieses Gebiets ist die Art selten und im Bestand bedroht. So lebt der Steinkrebs in der Slowakei nur noch in wenigen Bächen der Kleinen Karpaten und auch aus Tschechien sind derzeit nur noch vier Vorkommen bekannt.

## Gefährdung und Schutz
Der Krebs leidet unter Schwemmstoffen, die meist von angrenzenden landwirtschaftlich genutzten Flächen eingetragen werden und die seine Wohnhöhlen mit Sediment anfüllen. Er reagiert empfindlich auf chemische Verschmutzung, besonders auf Insektizide. Darüber hinaus ist er auch gegenüber organischen Belastungen empfindlicher als der Edelkrebs. Zusätzlich ist der Steinkrebs wie alle europäischen Flusskrebse stark durch die Krebspest und invasive gebietsfremde Flusskrebse gefährdet. Besonders der Signalkrebs dringt dabei bis in die quellnahen Steinkrebsvorkommen vor und vernichtet diese durch direkte Konkurrenz oder Übertragung der Krebspest.
Die Gefährdungssituation wird in den Roten Listen dargestellt. Die IUCN oder Weltnaturschutzorganisation listet die Art als gefährdet (vulnerable). In Deutschlands nationaler Roter Liste wird sie als stark gefährdet (Kategorie 2) aufgeführt, gleichermaßen in derjenigen der Schweiz.
Der Steinkrebs wird in Appendix III der Berner Konvention als schutzbedürftige Art geführt, die jedoch genutzt werden kann, sofern ihr Erhalt dadurch nicht gefährdet ist.
Die Europäische Union übernimmt diese Variante in der FFH-Richtlinie. Sie weist ihn in Anhang V der Arten von gemeinschaftlichem Interesse mit möglicher Nutzung aus. Zusätzlich stellt sie diese Krebsart in Anhang II der Arten, für die Schutzgebiete eingerichtet werden müssen.
Die Bundesrepublik Deutschland sieht den Steinkrebs in der Bundesartenschutzverordnung als besonders geschützte Art.
Gemäss Artikel 2 der Verordnung zum Bundesgesetz über die Fischerei („VBGF“) bestehen in Schweiz für den Steinkrebs Schonzeiten und Schonmasse. Die Art gilt gemäss Anhang 1 als "stark gefährdet".